# Stylobates paradoxus
Stylobates paradoxus är en svampart som beskrevs av Fr. 1837. Stylobates paradoxus ingår i släktet Stylobates, ordningen Agaricales, klassen Agaricomycetes, divisionen basidiesvampar och riket svampar.   Inga underarter finns listade i Catalogue of Life.